# Битва при Ловиче
Битва при Ловиче — сражение Северной войны, происшедшее вблизи города Лович (ныне территория Польши) 25 августа 1656 года между объединёнными силами Речи Посполитой и Крымского ханства под командованием Стефана Чарнецкого с одной стороны и шведскими войсками под командованием генерал-майора Ганса Бёддекера с другой.

## История
Вторгшиеся в июле 1655 года шведские войска быстро овладели почти всей территорией польских земель, включая Варшаву, Краков, а также часть Литвы. Однако угроза потери независимости и бесчинства оккупантов быстро вызвали патриотический подъём польского народа, и в начале 1656 года шведы были изгнаны, чему немало способствовало заключение весной того же года перемирия России с Речью Посполитой и начало русско-шведской войны 1656—1658. Однако летом 1656 года шведы с помощью Бранденбурга вновь овладели Варшавой. На улицах Варшавы шведы и бранденбуржцы провели парад победы, но вскоре были вынуждены покинуть город, не будучи в состоянии его удержать.
Битва при Ловиче стала первым крупным успехом польской армии после поражения в трехдневном сражении под Варшавой. Польско-татарские войска, обладающие четырёхкратным численным превосходством, победили в битве. Во время боя Чарнецкий был ранен в ногу. Число потерь победившей стороны осталось неизвестным. Шведы из 1500 рейтаров потеряли убитыми и пленными 1470, спасти удалось только 30. Вскоре энергичные действия Чарнецкого вынудили шведов и браденбуржцев отступить на север.